# 桂全寺 (埼玉県伊奈町)
桂全寺（けいぜんじ）は、埼玉県北足立郡伊奈町にある浄土宗の寺院。

## 歴史
創建年代は不明である。当初は現在の小針新宿に位置しており、「極楽寺」と称していた。1616年（元和2年）没の春日景定が現在地に移転させ、「桂全寺」に改称した。
これらの歴史的経緯により、当寺の檀家の多くは小針内宿と小針新宿に居住している。

## 文化財
- 春日家の墓（伊奈町指定史跡 昭和43年3月1日指定）[2]
- 大むくの木（伊奈町指定天然記念物 昭和48年3月1日指定）[3]

## 交通アクセス
- 内宿駅より徒歩4分。